# Голубец (архитектура)

Крест с голубцом

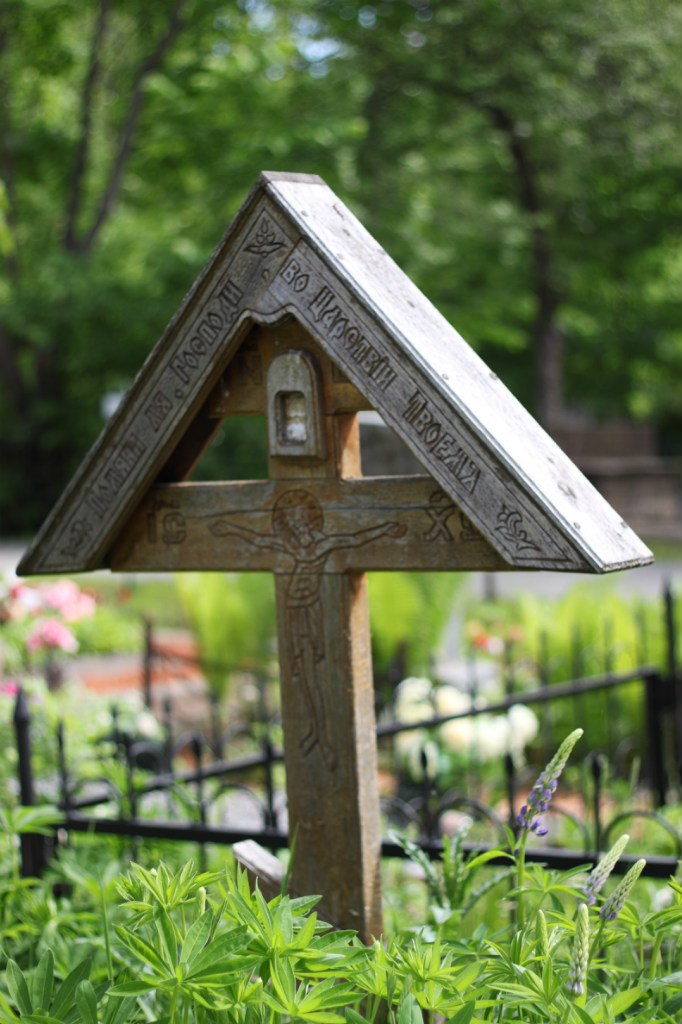
Крест-голубец на Казанском кладбище в Пушкине (Петербург)

Голубе́ц (от слова «голубь, голубчик», также голбец, столбец, часовщика) — крыша на могильном или поклонном кресте, вообще — надгробный памятник со схематической кровлей или в форме избушки. Кровли голубцов-столбов украшались главками с крестами и резными причелинами по скатам. Иногда в верхнюю часть столбца врезали медную иконку с изображением того святого, имя которого носил умерший.
В церковной архитектуре — двускатная, коробовая или килевидная крыша для защиты от непогоды икон и фресок на внешних стенах храмов.
Символически — дом умершего человека. В этом значении — также «голбец». Были запрещены в результате церковной реформации патриарха Никона, как проявление раскола, но встречаются на старообрядческих захоронениях.

## Галерея

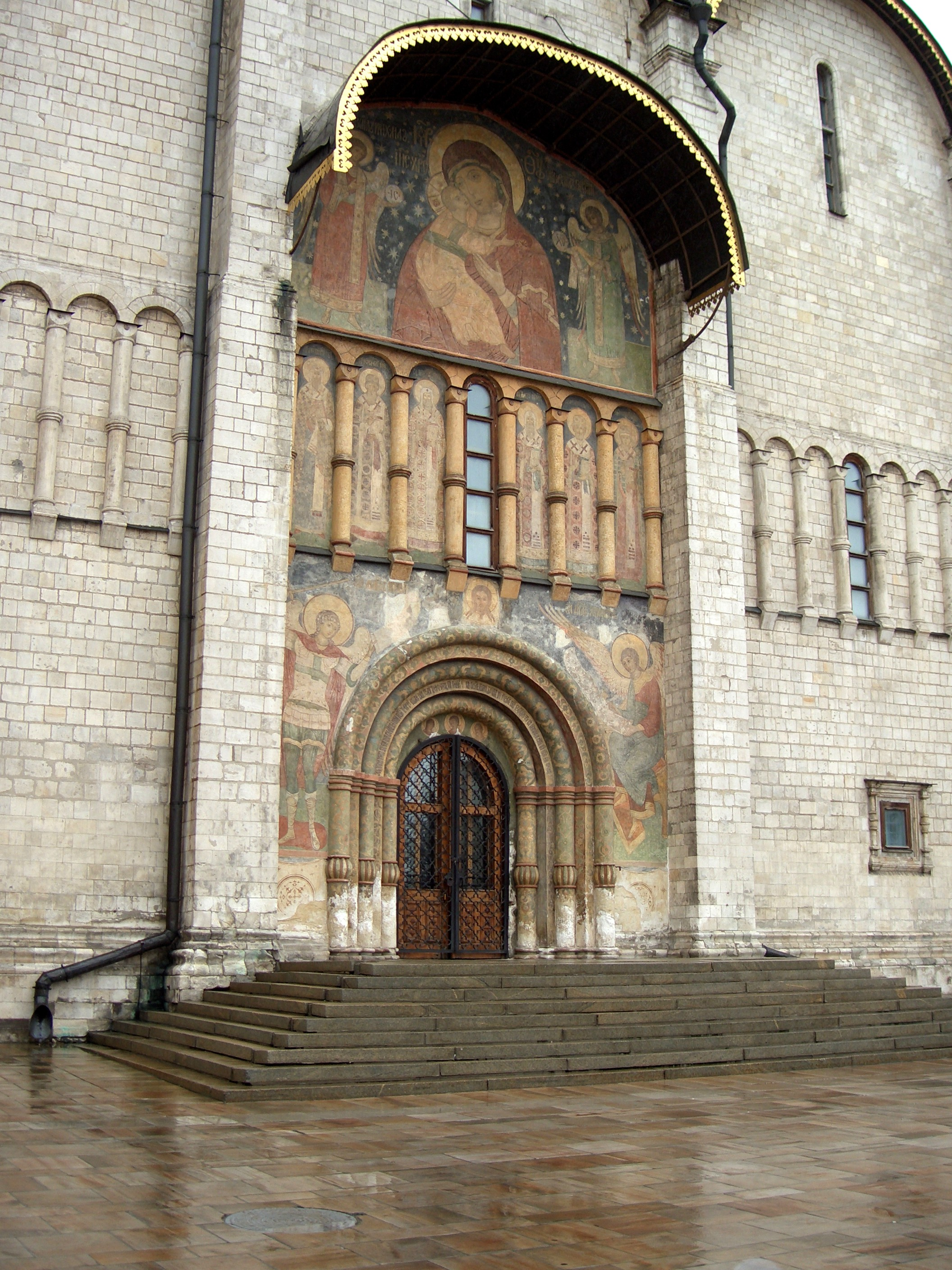
Коробовый голубец над фреской Владимирской богоматери. Успенский собор Московского кремля
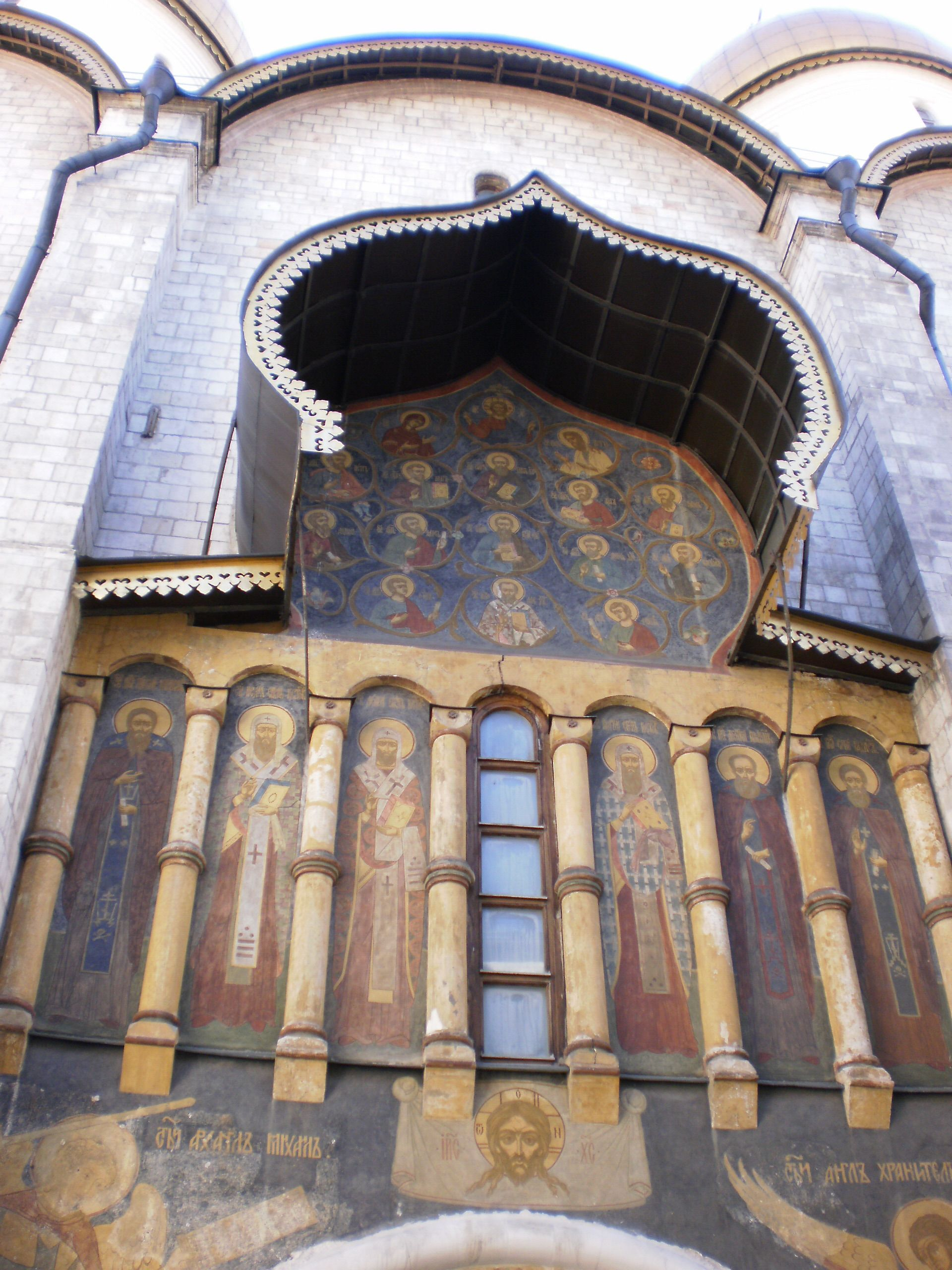
Килевидный голубец над фреской «Древо Иессеево». Успенский собор Московского кремля
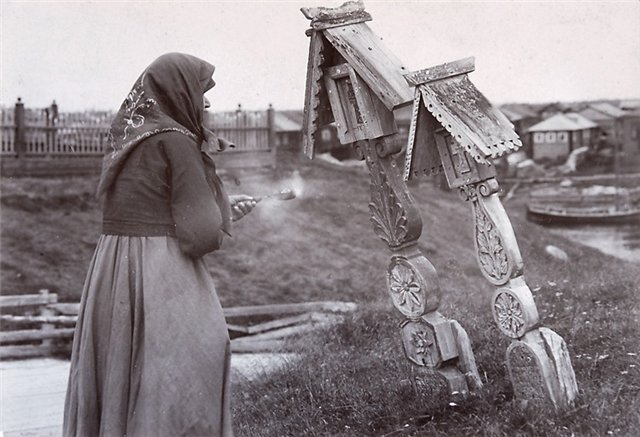
Надгробный памятник — голубец. Старообрядцы, Русский север
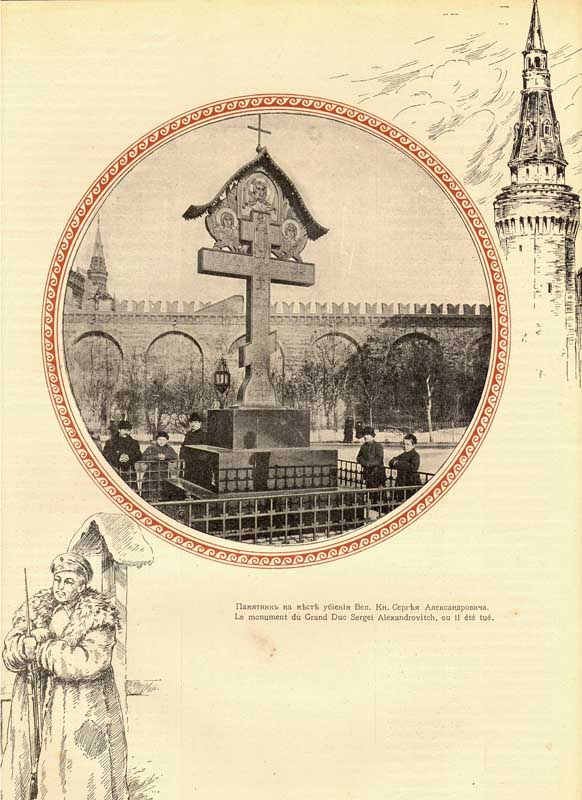
Крест-голубец на месте убийства в. кн. Сергея Александровича
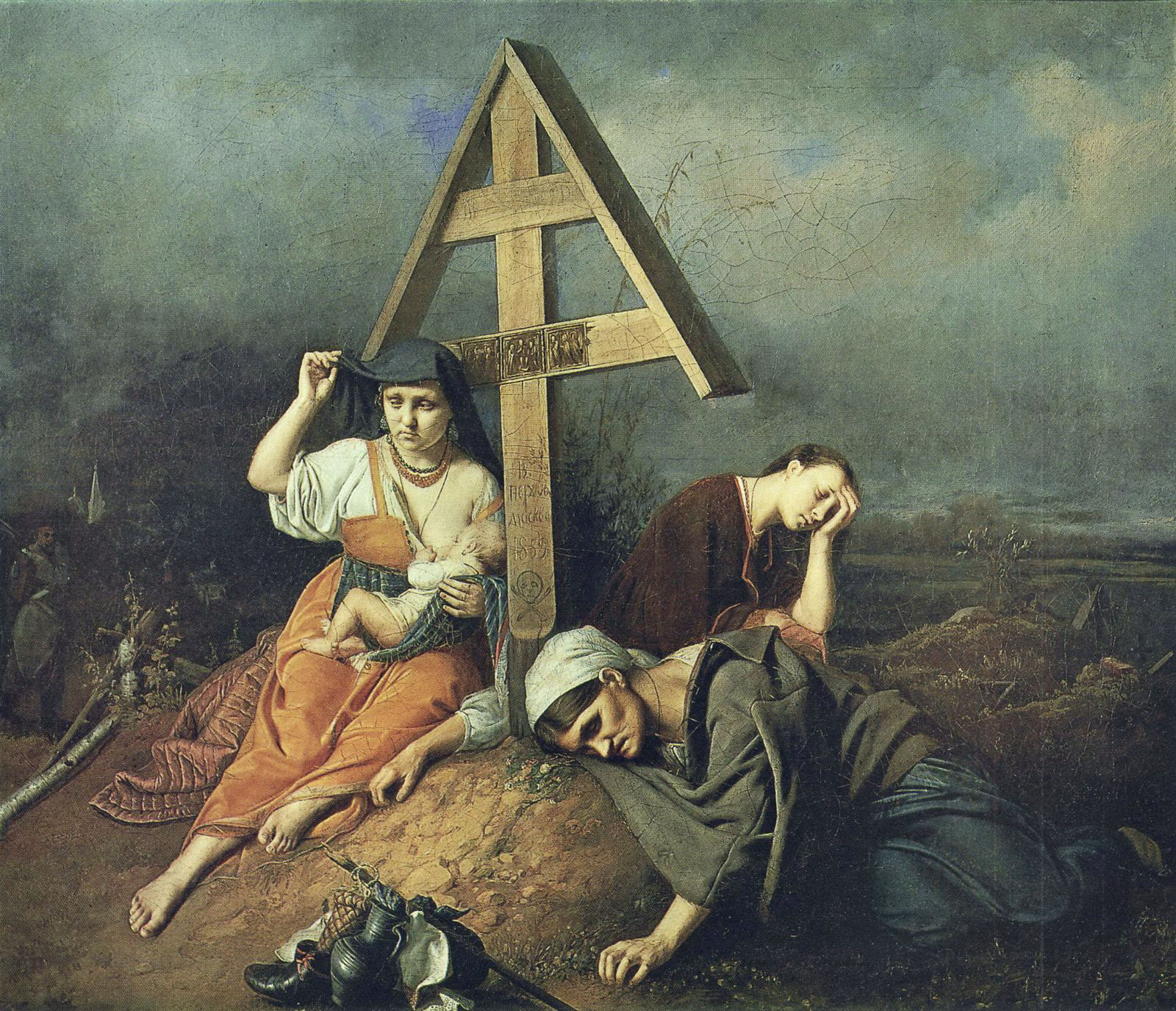
Крест-голубец. В. Г. Перов. «Сцена на могиле», 1859.
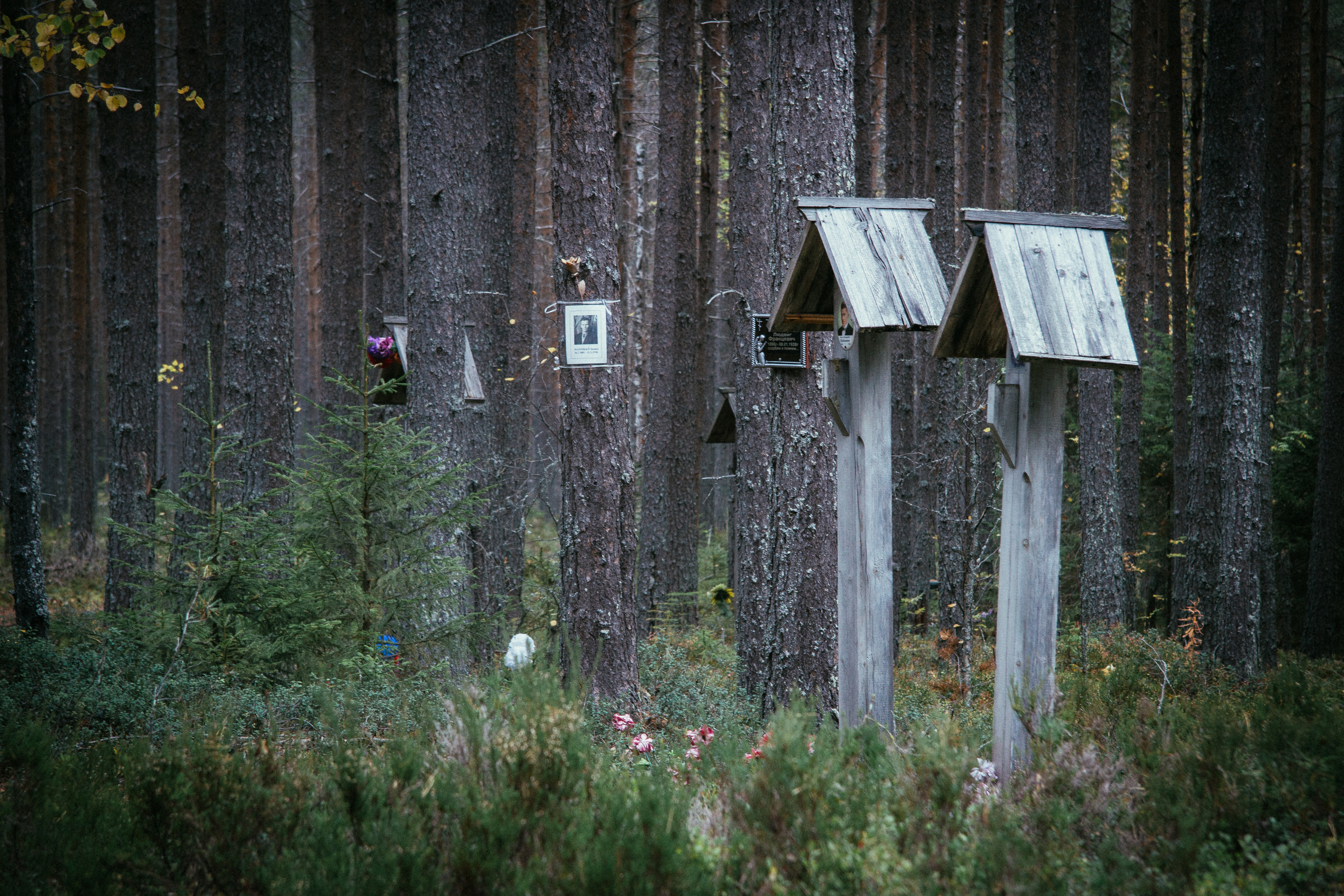
Сандармох

## В литературе
В лесу, в горе, родник, живой и звонкий,

Над родником старинный голубец

С лубочной почерневшею иконкой,

А в роднике берёзовый корец.

Я не люблю, о Русь, твоей несмелой,

Тысячелетней рабской нищеты,

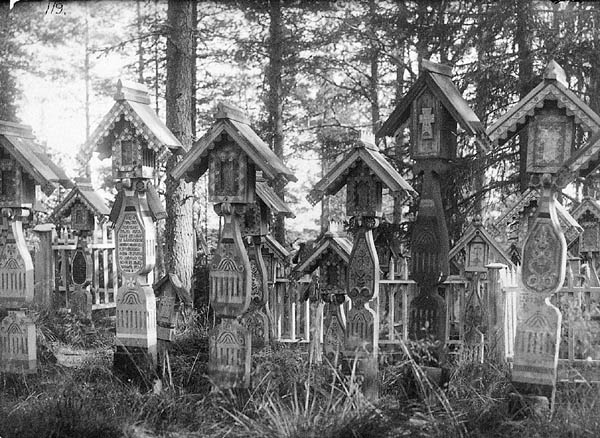
Голубцы на старообрядческом кладбище. Архангельская губерния, г. Кемь.

Но этот крест, но этот ковшик белый —

Смиренные, родимые черты!— И. А. Бунин